# Nossa Senhora de Lourdes (Santa Maria)
Nossa Senhora de Lourdes és un barri de la ciutat brasilera de Santa Maria, Rio Grande do Sul. El barri està situat al districte de Sede.

## Villas
El barri amb les següents villas: Loteamento Cidade Jardim, Nossa Senhora de Lourdes, Parque Residencial Nossa Senhora da Saúde, Parque Residencial Nossa Senhora de Lourdes, Vila Ana Maria, Vila Belém, Vila Elwanger, Vila Palotina, Vila Rolim.

## Galeria de fotos

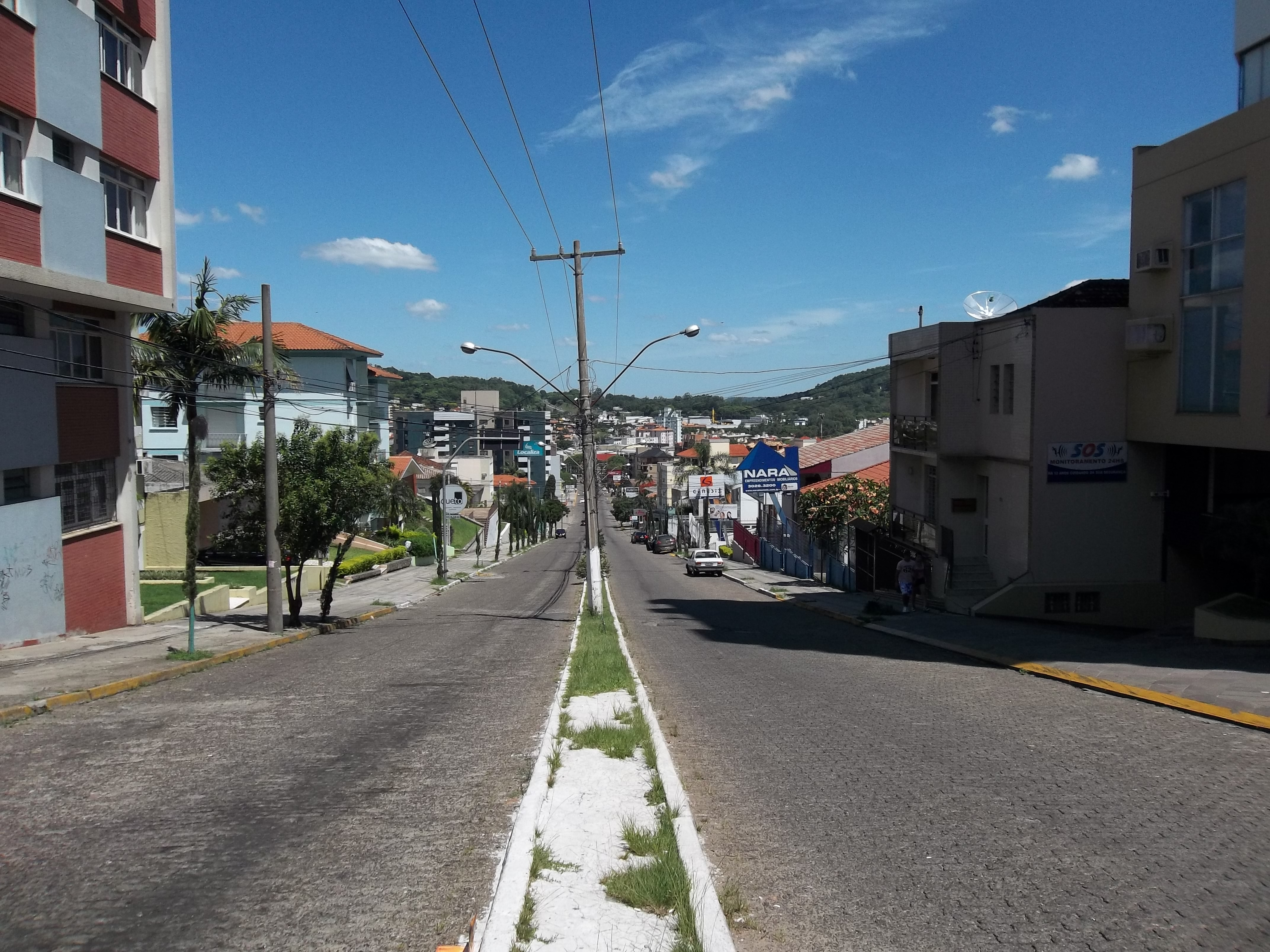
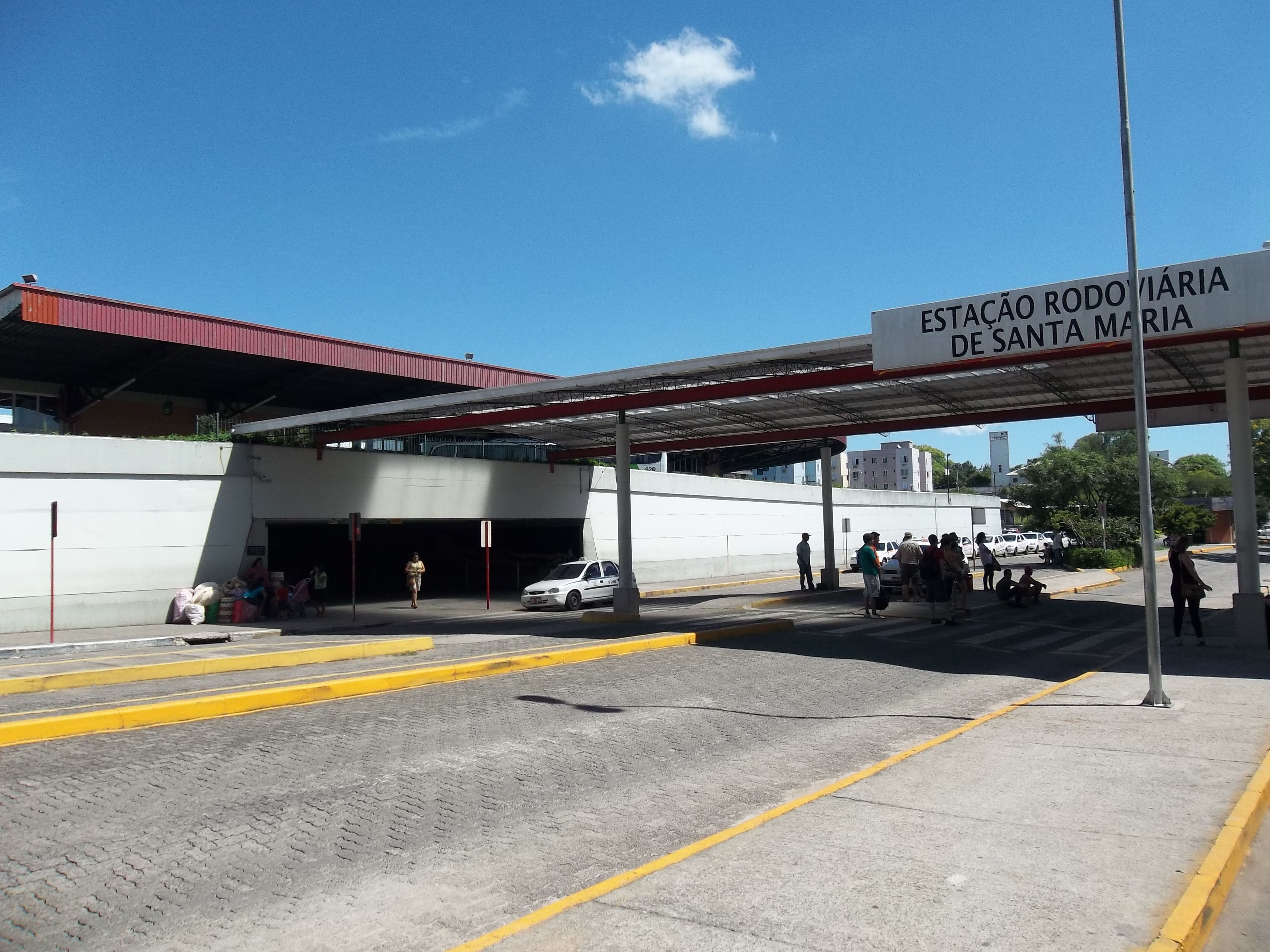

| Centro Nonoai                    | Nossa Senhora das Dores | Nossa Senhora das Dores Cerrito |
| Nonoai                           |                         | Cerrito                         |
| Nossa Senhora Medianeira Cerrito | Cerrito                 | Cerrito                         |